# جحيم امرأة (فلم)
جحيم امرأة  فيلم تشويق وإثارة، وحركة مصري للمخرج طارق النهري عام 1992 كتب القصة والسيناريو والحوار السيناريست فيصل ندا. الفيلم من بطولة فيفي عبده، يوسف منصور، أشرف عبد الباقي، نهلة سلامة، إبراهيم نصر  وتدور الأحداث حول أحمد الذي يسعى لمقتل والده على يد المعلم أبو جبل كما يتعاون مع الأرملة الجميلة بدرية بعد أن استولى أبو جبل على مستودع كان ملكاً لزوجها الراحل.
صدر الفيلم إلى دور العرض المصرية في 30 نوفمبر 1992.
منح موقع قاعدة بيانات الأفلام العربية "السينما.كوم" الفيلم درجة 5.4/ 10.

## طاقم التمثيل
فيفي عبده: في دور بدرية (صاحبة المقهى الشعبي)
يوسف منصور: في دور أحمد زهران السبعاوي
أشرف عبد الباقي: في دور شلاطة (النشال وصديق أحمد)
نهلة سلامة: في دور هيام (زوجة المعلم أبو جبل)
إبراهيم نصر: في دور المعلم أبو جبل
محمد ناجي: في دور زكي عضلات (مساعد المعلم أبو جبل)
علاء مرسي: في دور دقدق (عامل المقهى الشعبي)
عزت بدران: في دور رستم المحامي
بالاشتراك مع: أحمد العضل – مصطفى عكاشة – محمد أبو حشيش – منى مرسي – نورا عبد العزيز – جابر النمر (المطرب الشعبي)

## أحداث الفيلم
يرفض المعلم زهران السبعاوي (محمد أبو حشيش) دفع الإتاوة للمعلم أبو جبل (إبراهيم نصر) فيقتله أمام ابنه الصغير أحمد، الذي يصمم على الانتقام لوالده فيتدرب ويتعلم فنون الكاراتيه حتى يشب (يوسف منصور) ويعمل ميكانيكي سيارات. يشارك أحمد في سكنه صديقه الوحيد النشال شلاطة (أشرف عبد الباقي) ويطلب منه أحمد جمع معلومات عن بدرية (فيفي عبده) صاحبة المقهى الشعبي في موقف حافلات الأقاليم، وذلك لأن بينها وبين أبو جبل خلافات بعد استيلائه على مستودع كبير كان يمتلكه زوجها المتوفي، ولم تفلح القضايا في استعادة المستودع. يجمع شلاطه المعلومات، بعد سرقته لحافظة نقود بدرية، ولكن أحمد يعيد لبدرية الحافظة، ليتعرف عليها. يعمد أحمد للتقرب اكثر من أبو جبل عن طريق ذراعه الأيمن زكي عضلات (محمد ناجي) ويوهمه أن معه ممنوعات، يطمع فيها زكي، ويرفض أحمد بيعها له، فتدور معركة بينهما تنتهي بدخول زكي المستشفى بعدة كسور. يقيم زكي علاقة مع هيام (نهلة سلامة)، زوجة أبو جبل، التي تتخذ من أبو جبل وأيضاً زكي وسيلة لتحقيق مآربها، فهي تجبر أبو جبل على تسجيل كل املاكه بإسمها، ولكن محاميها رستم (عزت بدران) يكتشف أن كل الأوراق مزورة. تتمكن هيام من تخدير أبو جبل وسرقة الأوراق الحقيقية، وتصبح مالكة كل شيء. يلجأ أحمد إلى بيت بدرية، هربا من رجال زكي وأبو جبل، حيث يجمعه معها عداوة أبو جبل، وتقع بدرية في حب أحمد وتتزوجه، وهي تظن أنه سينتقم لها من أبو جبل، حتى رأته يوما وقد يتقرب إلى أبو جبل ويطلب منه أن يكون أحد رجاله. يتمكن زكي من معرفة حقيقة أحمد، ويبلغ أبو جبل، الذي يحاول أن يفتك بأحمد ولا يفلح فيقوم باختطاف صديقه شلاطة، ولكن أحمد يتمكن من تخليصه من أيديهم، فيقوم أبو جبل بخطف بدرية، لإجبار أحمد على الحضور لانقاذها، ولكن بدرية تحاول اهانة أبو جبل وتكشف له خيانة زوجته إلهام مع ذراعه الأيمن زكي. يدعي أبو جبل السفر، ثم يعود ليهاجم زوجته وهي في أحضان زكي، ويحاول قتلهما، لكن زكي يتمكن منه وحبسه في المخزن مع بدرية. يعلم أحمد بما يحدث ويهاجم رجال زكي، ويحرر بدرية، ثم يتفرغ لأبو جبل لينتقم منه، ولكن دقدق (علاء مرسي)، العامل بمقهى بدرية، يبلغ الشرطة ويتم القبض على الجميع

## وصلات خارجية
- مقالات تستعمل روابط فنية بلا صلة مع ويكي بيانات
- جحيم امرأة على موقع الدهليز
- جحيم امرأة على موقع كاروهات